# Sárgahasú álarcospapagáj
A sárgahasú álarcospapagáj (Prosopeia personata), korábban sárgahasú pézsmapapagáj a madarak osztályának a papagájalakúak (Psittaciformes) rendjéhez, ezen belül a szakállaspapagáj-félék (Psittaculidae) családjához tartozó faj.

## Előfordulása
A Fidzsi-szigeteken honos. Trópusi és szubtrópusi erdők lakója.

## Megjelenése
Testhossza 43 centiméter, testtömege 320 gramm. Szemén álarcszerű fekete foltot visel. Tollazatának nagy része zöld, melle és hasa aranysárga.

## Külső hivatkozások
- Képek az interneten a fajról